# Arxamuní
Els Arxamuní (en armeni: Արշամունիներ, Arxamuniner) van ser una família de nakharark (nobles) d'Armènia que van tenir els dominis hereditaris a l'Arxamunik (Tauruberan), amb terres a la Sofene i a l'Arxarunik (Airarat). El seu nom deriva del d'Arsames I d'Armènia, rei d'Armènia, Sofene i Commagena i fundador de la ciutat d'Arsamòsata.
Segons Faust de Bizanci governaven també la província de Taron. Una branca dels Arxamuní, que portava el mateix nom, s'estenia per la vall de l'Eufrates i van governar diversos territoris durant un temps llarg. Segons els historiadors armenis de l'antiguitat, Arxamuní era un terme geogràfic que no va donar lloc al nom de la família fins al segle v, i les seves terres pertanyien als Mandakuni. Des del segle vi fins a principis del segle viii diversos membres de la família dels Arxamuní eren bisbes del seu territori.